# 林志忠
林志忠為中國清朝武官官員，本籍福建。行伍出身的林志忠於1827年（道光7年）奉旨接替莊芳機，於台灣地區擔任台灣水師協副將。而隸屬台灣鎮之下的此官職是台灣清治時期的這階段，全台灣的海防軍事層級最高武將，其統帥三標水營，數千名水師兵勇。
| 前任： 莊芳機 | 台灣水師協副將 1827年上任 | 繼任： 邵永福 |